# 眞嶋秀斗
眞嶋 秀斗（ましま しゅうと、1995年8月8日 - ）は、群馬県出身の日本の俳優。エイベックス・マネジメント所属。

## 人物
- 2012年から2013年まではavex Rookie Boys、2013年から2014年まではaLovaL Boys EASTとしても活動していた。
- 2020年3月30日、自身のTwitterにて、早稲田大学を卒業したことを報告した。[2]

## 出演

### 舞台
- ブロードウェイミュージカル『ピーターパン』（2005年7月21日 - 31日、東京国際フォーラム ホールC） - マイケル 役
- ミュージカル『テニスの王子様』3rdシーズン - 桃城武 役[3]
  - 青学vs不動峰（2015年2月13日 - 5月17日、日本青年館 大ホール 他）[4]
  - TEAM Live SEIGAKU（2015年6月10日 - 14日・27日 - 28日、AiiA 2.5 Theater Tokyo 他）[5]
  - 青学vs聖ルドルフ（2015年9月5日 - 11月3日、TOKYO DOME CITY HALL 他）[6]
  - 青学vs山吹（2015年12月24日 - 2016年2月21日、TOKYO DOME CITY HALL 他）[7]
  - Dream Live 2016（2016年5月13日 - 15日・20日 -22日、パシフィコ横浜 国立大ホール 他）[8]
  - 青学vs氷帝（2016年7月14日 - 9月25日、TOKYO DOME CITY HALL 他）[9]
- ミュージカル『青春-AOHARU-鉄道2〜信越地方よりアイをこめて〜』（2016年11月9日 - 13日・18日 - 20日、AiiA 2.5 Theater Tokyo 他）- 青い森鉄道 役[10]
  - ミュージカル『青春-AOHARU-鉄道』コンサート Rails Live 2025（2025年11月22日 - 24日〈予定〉、TACHIKAWA STAGE GARDEN）[11]
- 斬劇『戦国BASARA』 - 伊達政宗 役
  - 関ヶ原の戦い（2017年2月3日 - 12日・17日 - 19日、天王洲 銀河劇場 他）[12]
  - 小田原征伐（2017年8月11日 - 20日・25日 - 27日、AiiA 2.5 Theater Tokyo 他）[13]
  - 第六天魔王（2018年3月2日 - 11日・16日 - 18日、AiiA 2.5 Theater Tokyo 他）[14]
  - 蒼紅乱世『蒼』THE PRIDE（2018年12月21日 - 30日、オルタナティブシアター）[15]
  - 天政奉還（2019年7月12日 - 21日、ヒューリックホール東京 他）[16]
- 劇団アニメ座ハイブリッド-舞台俳優は伊達じゃない！-（2018年4月5日 - 8日、CBGKシブゲキ!!）[17]
- 朗読劇『僕らは人生で一回だけ魔法が使える』
  - 初演（2019年2月28日 - 3月2日、ヒューリックホール東京） - ハルヒ 役[18]
  - 再演（2019年12月10日 - 15日、品川プリンスホテル クラブeX）- ハルヒ / アキト 役（回替わり）[19][20]
- MONSTER LIVE!（2019年10月1日 - 6日、俳優座劇場）[21]
- MONSTER LIVE シーズン２～今回からモンステって名乗ってもいいですか？～（2020年2月14日 - 16日、草月ホール）[22]
- 僕のAIルク #2（2020年10月25日、ネット配信）- 遥人 / ルク 役
- MONSTER WAVE SP ～怪優たちと聖なる公開生配信～（2020年12月25日、新宿角座）
- MONSTER LIFE コント公開収録 ～もんさぽ以外立入禁止!!～（2020年12月26日 - 27日、新宿角座）[23]
- MONSTER LIFE present's MONSTER’S FILM PROJECT～アカデミー賞を総ナメにせよ～（2021年1月8日 - 10日、全電通ホール）※全公演延期[24]
- 王様の演劇部 1st performance「時間よ止まれ！」（2021年2月3日 - 7日、赤坂RED/THEATER）- 臼井蒼葉 役 ※全公演延期[25]
- 結婚しないの！？小山内三兄弟（2021年3月3日 - 7日、草月ホール）- 小山内外 役[26]
- MONSTER LIFE present's VIPもんさぽ限定 春の新作コント祭り!!!（2021年3月12日 - 14日、すみだパークシアター倉）[27]
- 円神プロデュース公演 vol.1 幕末バトルサークル（2021年5月6日 - 9日・14日 - 16日、天王洲 銀河劇場 他）- 沖田総司 役[28]
- conSept ヤングアダルト・シリーズ #1 『アーモンド』（2022年3月9日 - 13日、シアタートラム）- ゴニ / ユンジェ 役[29]
- 舞台「象」（2022年4月6日 - 17日、KAAT神奈川芸術劇場 大スタジオ）[30]
- 王様の演劇部 1st Performance「時間よ止まれ！」（2022年6月9日 - 12日、ROCK JOINT GB）[31][32]
- 舞台「パレード」（2022年7月16日 - 24日、新国立劇場 小劇場）- 杉本良介 役[33]
- ざんねん系おもタメミュージカル『ざんねんないきもの事典～いきものたちの逆襲～』（2022年8月18日 - 28日、あうるすぽっと）[34]
- 舞台『鋼の錬金術師』（2023年3月8日 - 12日、新歌舞伎座 / 3月17日 - 26日、日本青年館ホール）- アルフォンス・エルリック 役[35]
  - 舞台『鋼の錬金術師』 第二弾公演（2024年6月8日 - 16日、日本青年館ホール / 6月29日 - 30日、SkyシアターMBS）[36]
- 舞台『アオペラ』（2024年11月8日 - 17日、シアターH） - 辻堂颯太 役[37]
- act ACE presents #01 舞台『君に似合う花言葉』（2025年11月6日 - 10日〈予定〉、CBGKシブゲキ!!）[38]

### 映画
- 百瀬、こっちを向いて。（2013年、監督：耶雲哉治） - 不良 役
- 人狼ゲーム マッドランド（2017年、監督：綾部真弥） - 加納蓮 役
- パーフェクトワールド（2018年、監督：柴山健次）
- ブラック校則（2019年、監督：菅原伸太郎）
- たまには、大きな声で（2020年、監督：柴山健次）- 瀧本春人 役

### テレビドラマ
- 人は見た目が100パーセント 第5話（2017年4月、フジテレビ）
- 俺のスカート、どこ行った?（2019年4月20日 - 6月22日、日本テレビ）- 高槻蓮 役
- 寝ないの？小山内三兄弟（2019年10月15日 - 12月24日、日本テレビ）- 小山内外 役
- まだ結婚できない男 第6話（2019年11月12日、フジテレビ）
- KING OF DANCE（2020年4月11日 - 5月16日、読売テレビ） - SHOWTA 役
- ただいま！小山内三兄弟（2020年10月21日 - 11月25日、日本テレビ） - 小山内外 役
- さらば、佳き日 第2話（2023年6月19日、テレビ東京） - 今井慎太郎 役

### テレビ番組
- 特捜警察ジャンポリス（2017年 - 2019年、テレビ東京）
- モンスターライフ（2019年 - 、仙台放送) - シュウト 役
- 有吉ゼミ（2019年5月13日・11月11日、日本テレビ）

### プロモーションビデオ
- いきものがかり「1 2 3 〜恋がはじまる〜」（2013年6月）- 男子高校生 役

### ネット配信
- テレビバ 「寝ないの？小山内三兄弟」（2019年1月 - ） - 小山内外 役[39]

### イベント
- 寝ないの？小山内三兄弟・会えるの？小山内三兄弟ファンミーティング2019夏（2019年7月23日、東京・池袋HUMAXシネマズ）

- ミュージカル『テニスの王子様』秋の大運動会 2019（2019年10月8日） - ゲスト出演
- ファースト写真集「SHOOT」発売記念イベント（2019年11月30日・12月1日、東京 / 大阪）
- 寝ないの？小山内三兄弟・ファンミーティング2020「会えるの？小山内三兄弟」（2020年1月30日、よみうりホール）